# (メチオニンシンターゼ)レダクターゼ
[メチオニンシンターゼ]レダクターゼ([methionine synthase] reductase)は、次の化学反応を触媒する酸化還元酵素である。
2 [メチオニンシンターゼ]メチルコバラミン(I) + 2 S-アデノシル-L-ホモシステイン + NADP+ {\displaystyle \rightleftharpoons } 2 [メチオニンシンターゼ]コバラミン(I) + NADPH + H+ + 2 S-アデノシル-L-メチオニン
この酵素の基質は[メチオニンシンターゼ]メチルコバラミン(I)、S-アデノシル-L-ホモシステインとNADP+で、生成物は[メチオニンシンターゼ]コバラミン(I)、NADH、H+とS-アデノシル-L-メチオニンである。補因子としてフラボタンパク質を用いる。
この酵素は酸化還元酵素に属し、NAD+またはNADP+を受容体として金属イオンを特異的に酸化する。組織名は[methionine synthase]-methylcob(I)alamin,S-adenosylhomocysteine:NADP+ oxidoreductaseで、別名にmethionine synthase cob(II)alamin reductase (methylating)、methionine synthase reductase、[methionine synthase]-cobalamin methyltransferase (cob(II)alamin reducing)がある。